# Georgios Colakoglu
Georgios Colakoglu, grški general, * april 1886, † 22. maj 1948.